# NGC 3055
NGC 3055 في الفهرس العام الجديد، هي مجرة، تقع في كوكبة السدس. اكتشفت في 24 يناير 1784 بواسطة ويليام هيرشل.

## روابط خارجية
- NGC 3055 على موقع ويكي سكاي: DSS2, SDSS, GALEX, IRAS, Hydrogen α, X-Ray, Astrophoto, Sky Map, Articles and images